# Julie Anderson
Julie Anderson é uma cineasta norte-americana. Como reconhecimento, foi nomeada ao Oscar 2012 na categoria de Melhor Documentário em Curta-metragem por God Is the Bigger Elvis .